# Поруб

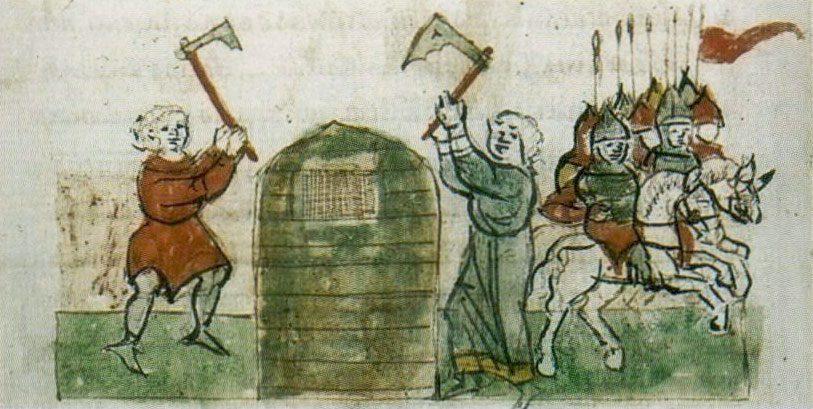
Кияни визволяють Всеслава з поруба під час повстання (Радзивілівський літопис)

Поруб — дерев'яний зруб, який використовували в Київській Русі як місце ув'язнення в 9-13 століттях. Поруб зазвичай був підземним або напівпідземним. Мав маленькі виямки для забезпечення в'язнів їжею, але не мав виямок через які можна було звільнити їх, при необхідності звільнення поруб розбивали. Під час повстання киян 1068 року повсталі визволили з «поруба» полоцького князя Всеслава Брячиславича, якого перед тим ув'язнили Ярославичі.